# 튀르키예 농구 연맹
튀르키예 농구 연맹(튀르키예어: Türkiye Basketbol Federasyonu, TBF)은 튀르키예의 농구 종목 행정을 총괄하는 스포츠 행정 기구이다. 1959년에 설립되었으며 같은 해에 국제 농구 연맹(FIBA)에 가입했다. 튀르키예 행정 구역별 농구 협회, 튀르키예 리그, 국가대표팀을 관할하고 있으며 본부는 이스탄불에 있다.